# Klara Höfels

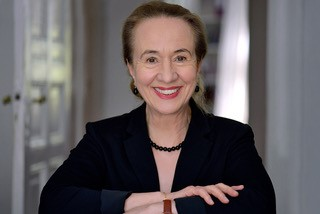
Klara Höfels, 2020

Klara Höfels (* 5. April 1949 in Grevenbroich; † 15. Mai 2022 in Berlin) war eine deutsche Schauspielerin, Regisseurin und Theaterproduzentin.

## Leben

### Ausbildung und Privates
Von 1969 bis 1972 erhielt Klara Höfels ihre Schauspielausbildung an der Folkwang-Hochschule Essen. Aus einer Beziehung mit dem Schauspieler Michael Greiling ging die 1982 geborene Schauspielerin Alwara Höfels hervor. Am 15. Mai 2022 starb Klara Höfels nach kurzer schwerer Krankheit im Alter von 73 Jahren in Berlin.

### Theater
Nach ihrer Schauspielausbildung hatte Höfels von 1972 bis 1974 ihr erstes festes Engagement am Schlosstheater Celle, an dem sie unter anderem unter der Regie von Eberhard Johow die Dorine im Tartuffe von Molière, die Nora in Der Pflug und die Sterne von Seán O’Casey und die Mascha in den Drei Schwestern von Anton Tschechow spielte.
1974 wechselte sie an das Stadttheater Kiel, wo sie bis 1978 fest engagiert war. Damals war das Schauspiel Kiel ein Mitbestimmungstheater, geleitet von Dieter Reible. Als junge Schauspielerin so vielfältig in den Theaterprozess eingebunden zu sein, prägte Klara Höfels. Auch an diesem Theater war sie in Hauptrollen besetzt.
Ihr nächstes festes Engagement hatte sie von 1978 bis 1983 am Schauspiel Frankfurt, das von Peter Palitzsch ebenfalls als Mitbestimmungstheater geleitet wurde. Hier spielte sie unter anderem in der Inszenierung von B. K. Tragelehn im Tartuffe von Molière die Elmire und in der Inszenierung von Thomas Langhoff die Mascha in den Drei Schwestern von Anton Tschechow. Zudem arbeitete sie in Hauptrollen mit den Regisseuren Wilfried Minks, Hans Neuenfels, Maria Reinhard und anderen.
Von 1983 bis 1985 war Höfels am Residenztheater München engagiert und spielte dort in der Inszenierung von Wilfried Minks die Prinzessin in Das Leben ein Traum von Calderon und in der Inszenierung von Maria Reinhard die Hauptrolle Marjorie in Extremities von William Mastrosimone.
Während ihres Engagements am Staatstheater Stuttgart von 1985 bis 1990 spielte sie in der Inszenierung von Arie Zinger die weibliche Hauptrolle Anna Petrovna mit Gert Voss als Platonov in Wild Honey von Michael Frayn und in der Inszenierung von Jürgen Bosse die weibliche Hauptrolle Farown in das Freudenfeuer für den Bischof von Seán O’Casey.
1990 entschied sich Klara Höfels, freiberuflich tätig zu sein, hauptsächlich, um eigene Theater- und Filmprojekte verwirklichen zu können. Sie war jedoch weiterhin als Gastschauspielerin an Stadt- und Staatstheatern engagiert. So spielte sie 1997 am Berliner Ensemble die Rolle der Frau Sarti im Leben des Galilei von Bertolt Brecht, eine Inszenierung von B. K. Tragelehn mit Sepp Bierbichler als Galilei.
2001 am Staatstheater Kassel spielte sie die weibliche Hauptrolle Arkadina in Die Möwe von Anton Tschechow in der Inszenierung von Roland Schäfer und 2014 Ella Rentheim in John Gabriel Borkman von Henrik Ibsen am Stadttheater Augsburg.
1988 lernte sie am Staatstheater Stuttgart den Autor und Regisseur Christian Duda kennen. Gemeinsam bewarben sie sich um das Kammertheater des Staatstheaters als Autorenbühne und realisierten bis 1997 in Stuttgart und Berlin, zum Teil als Koproduktionen mit verschiedenen Theatern, mehrere Inszenierungen. Auch nachdem Höfels und Duda ihre Zusammenarbeit beendet hatten, setzte sie sich weiterhin für die Gründung eines Autorentheaters ein. So veranstaltete sie über ein Jahr (2005–2006) sechzehn szenische Lesungen im Literaturhaus Berlin.

### Film und Fernsehen
Ab Mitte der 1990er war Höfels neben ihrer Tätigkeit am Theater auch in Film und Fernsehen aktiv. Sie war in Nebenrollen an Fernsehproduktionen wie Überleben an der Wickelfront (2012) und Kinoproduktionen wie Toni Erdmann (2016) von Maren Ade beteiligt. Höfels hatte mehrere feste Serienrollen. In der KiKA-Weihnachtsserie Beutolomäus sucht den Weihnachtsmann mit der fiktiven Weihnachtsfigur Beutolomäus übernahm sie 2005 als Felicitas eine durchgehende Nebenrolle. Von 2006 bis 2007 spielte sie die Rolle der Ingrid Schlüter in der RTL-Serie Hinter Gittern – Der Frauenknast. 2017 verkörperte sie die Rolle der Dr. Hannelore Thies in der Telenovela Rote Rosen. Sie übernahm wiederholt Gastrollen in zahlreichen Fernsehserien und -reihen wie Rosa Roth, Notruf Hafenkante, Chaos-Queens, Wilsberg oder 2020 als Allgemeinmedizinerin Dr. Susanne Oppermann in der Folge Gute Besserung der ZDF-Krimireihe Ein starkes Team.

## Filmografie

### Filme
- 1995: Tot auf Halde (Fernsehen)
- 2009: Männersache (Kino)
- 2012: Überleben an der Wickelfront (Fernsehen)
- 2015: Nacht der Angst (Fernsehen)
- 2016: Toni Erdmann (Kino)
- 2016: Echo (Kino)
- 2017: Die Konfirmation (Fernsehen)
- 2018: Abgeschnitten (Kino)
- 2020: Libra (Kino)
- 2022: Check Out (Fernsehen)
- 2023: Klima retten für Anfänger (Fernsehen)

### Fernsehserien und -reihen
- 1996: Stadtklinik (3 Folgen)
- 1999: Rosa Roth – Die Retterin
- 2002: Die Wache (Folge Die Novizin)
- 2005: Beutolomäus sucht den Weihnachtsmann (24 Folgen)
- 2006–2007: Hinter Gittern – Der Frauenknast
- 2012: Notruf Hafenkante (Folge Zuckerbrot und Peitsche)
- 2014: SOKO Stuttgart (Folge Frauenbier)
- 2015: Löwenzahn (Folge Schildkröte – Das Orakel von Bärstadt)
- 2017: Jerks. (Folge Der soziale Abstieg)
- 2017: Chaos-Queens: Für jede Lösung ein Problem
- 2017: SOKO München (Folge Mädchenträume)
- 2017: Rote Rosen (41 Folgen)
- 2018: Wilsberg: Mörderische Rendite
- 2019: Joachim Vernau: Totengebet
- 2021: SOKO Hamburg (Folge Tod an der Alster)
- 2021: Ein starkes Team: Gute Besserung

### Regie
- 2007: Frauenleben. Konzept, Kamera, Schnitt, Regie: Klara Höfels[4]
- 2008: Klara Klar. Konzept, Kamera, Schnitt, Regie: Klara Höfels
- 2009: Das letzte Mal. Konzept, Regie: Klara Höfels, Kamera: Harald Korff/Klara Höfels, Schnitt: Britt Kanja/Klara Höfels
- 2010: 10 MONATE. Konzept, Kamera, Schnitt, Regie: Klara Höfels

## Theaterarbeit

### Feste Engagements
1972–1974 Schlosstheater Celle
- Der Pflug und die Sterne, Regie: Eberhard Johow
- Galilei, Regie: Eberhard Johow
- Tartuffe, Regie: Eberhard Johow
- Die neuen Leiden des jungen W. Regie: Eberhard Johow
- Floh im Ohr
- Drei Schwestern

1974–1978 Stadttheater Kiel
- Hofmeister, Regie: Dieter Reible
- Die falsche Münze, Regie: Dieter Reible
- Der tapfere Fracasse, Regie: Stephan Stroux
- Meine Schwester und ich (Operette), Regie: Stephan Stroux

1978–1983 Schauspiel Frankfurt
- Drei Schwestern, Regie: Thomas Langhoff
- Tartuffe, Regie: B. K. Tragelehn
- Auftrag, Regie: Wilfried Minks
- Schlag auf Schlag, Regie: Maria Reinhard

1983–1985 Residenztheater München
- Flug über die Anden, Regie: Arie Zinger
- Extremities, Regie: Maria Reinhard

1985–1990 Staatstheater Stuttgart
- Der wilde Honig, Regie: Arie Zinger
- Der nackte Wahnsinn, Regie: C. Kohlmann
- Wie Du, Regie: Arie Zinger
- Der Kirschgarten, Regie: N. P. Rudolph
- Endspiel, Regie: N. P. Rudolph
- Freudenfeuer für den Bischof, Regie: Jürgen Bosse

### Gastrollen
- 1991: Love Letters, Schauspielhaus Stuttgart, Regie: Elert Bode
- 1995: Arkadien, Schlosspark Theater Berlin, Regie: Ralf Nürnberger
- 1997: Galilei (Brecht), Berliner Ensemble, Regie: B. K. Tragelehn
- 2001: Die Dinner Party, Fritz Remond Theater, Regie: Michael Wedekind
- 2001: Die Möwe, Staatstheater Kassel, Regie: Roland Schäfer
- 2002: Tokio Subway, Sophiensäle Berlin, Regie: Dirk Cislak
- 2002: Pudelträume, Sophiensäle Berlin, Regie: Dirk Cislak
- 2003: Ilias-Projekt 2003, Dramatisches Theater Berlin, Regie: Mathias Merkle
- 2003: MOIRA-Projekt, Dramatisches Theater Berlin, Regie: Matthias Merkle
- 2003: Ballade vom Narayama, Tacheles Berlin, Regie: Kazuko Watanabe
- 2008: Nathan der Weise, Berliner Tournee, Regie: Klaus Wagner
- 2011: Harper Regan, Kempf Gastspiele/Tournee, Regie: Sabine Mitterecker
- 2012: Winterreise, 3. Freie Theater Festival Tirol, Regie: Torsten Schilling
- 2014: Savannah Bay, Audioversum Innsbruck, Regie: Nicolas Dabelstein
- 2014: John G. Borkmann, Theater Augsburg, Regie: Ramin Anaraki

### Mit Christian Duda realisierte Uraufführungen
- 1989: Medea Medea[5] – Koproduktion mit dem Staatstheater Nürnberg, Autoren Christian Duda / Helmut Lorin, Medea: Klara Höfels, Regie: C. A. Gad Elkarim
- 1991: EswarKriegesistKriegeswirdKriegsein[6] – Koproduktion mit dem Renitenztheater Stuttgart, Autor: Christian Duda, Schauspielerin Klara Höfels u. a., Regie: C. A. Gad Elkarim
- 1990: Theater Intim[7] – Koproduktion mit dem Renitenztheater Stuttgart, Autor: Helmut Lorin, Schauspielerin: Klara Höfels und Helmut Lorin, Regie: C. A. Gad Elkarim
- 1992: Lucrezia Borgia[8] – Auftragsarbeit der Universität Stuttgart für den Kongress Die Borgia in Schwäbisch Hall, Produktion & Schauspielerin: Klara Höfels, Autor: Christian Duda, Regie, Bühne, Kostüm: C. A. Elkarim
- 1993: Dr. hc. Burkhardt Blässling[9] – Uraufführung in der Musikhalle Ludwigsburg, Autor: Christian Duda, Schauspielerin: Klara Höfels, Regie: C. A. Gad Elkarim
- 1997: Der Jude von Malta[10] von Christopher Marlowe in der Bearbeitung von C. Duda, Theater am Ufer Berlin, Produktion & Schauspiel: Klara Höfels, Textbearbeitung: Christian Duda; Regie: C. A. Gad Elkarim

### Eigene Theaterprojekte
- 2005: LEBEN: Acht Frauen – acht Wege[11] – Koproduktion mit dem Theaterhaus Mitte Berlin, Konzept und Regie: Klara Höfels
- 2006: Leonida oder Miss Europa[12] – Koproduktion mit dem Literaturhaus Berlin, Autor: Volker Lüdecke, Leonida: Klara Höfels, Regie: Hermann Treusch
- 2008–2009: Pantarhei-allesfließt[13] – Veranstaltungsort: Babylon Berlin, Rosa-Luxemburg-Platz, Konzept und Regie: Klara Höfels
- 2010: Der Abend nach dem Begräbnis der besten Freundin[12] – Koproduktion mit Kesselhaus der Kulturbrauerei Berlin, Autorin: Marlene Streeruwitz, Schauspielerin: Klara Höfels, Regie: Gabriele Jakobi